# Польові ротики звичайні
Польові ротики звичайні (Misopates orontium (L.) Raf.) – вид рослин родини подорожникові (Plantaginaceae).

## Назва
Етимологія: грец. μισόπαθος від грец. μῖσος, -ους — «ненавидіти», грец. ἔπαθον — «страждати»; назва дана Діоскоридом, грецьким лікарем і ботаніком, який помер в 90 році нашої ери. Можливо, він рекомендував не топтати цю витончену рослину. грец. ὄρος — «гора, гірський» або грец. Ὀρόντης — Оронт, річка в Сирії.
Іншими українськими назвами виду є: паротка польова, ротики гірські, ротики дикі, ротики польові, ключевик

## Опис
Однорічна трав'яниста рослина до 60–70 см, зазвичай гола внизу, щільно залозисто-запушені частини суцвіття. Стебла прості або розгалужені, прямовисні. Листя до 6 × 1(1.3) см, лінійні, довгасті або еліптичні. Більш-менш щільні суцвіття під час цвітіння. Віночок 9–22 мм, злегка запушені, рожевий, рідше білуватий. Плоди овальна капсула, 5–10 × 4,5–7 мм. Насіння 0,9–1,2 мм, темно-коричневого кольору. Цвітіння і плодоношення з березня по червень.

## Поширення
Африка: Алжир; Єгипет; Лівія; Марокко; Туніс; Кабо-Верде; Еритрея; Ефіопія; Судан; Кенія. Азія: Єгипет — Синай; Іран; Ізраїль; Йорданія; Ліван; Сирія; Туреччина; Індія [пн.]; Непал; Пакистан [пн.]. Європа: Австрія; Бельгія; Чехія; Нідерланди; Словаччина; Швейцарія; Україна [вкл. Крим]; Албанія; Болгарія; Хорватія; Греція [вкл. Крит]; Італія [вкл. Сардинія, Сицилія]; Румунія; Сербія; Словенія; Португалія [вкл. Мадейра]; Гібралтар; Іспанія [вкл. Балеарські острови, Канарські острови]. Натуралізований в деяких інших країнах. 
Населяє узбіччя доріг, занедбані поля, пар, байдужий до ґрунту; 0–1200 м.

## Галерея

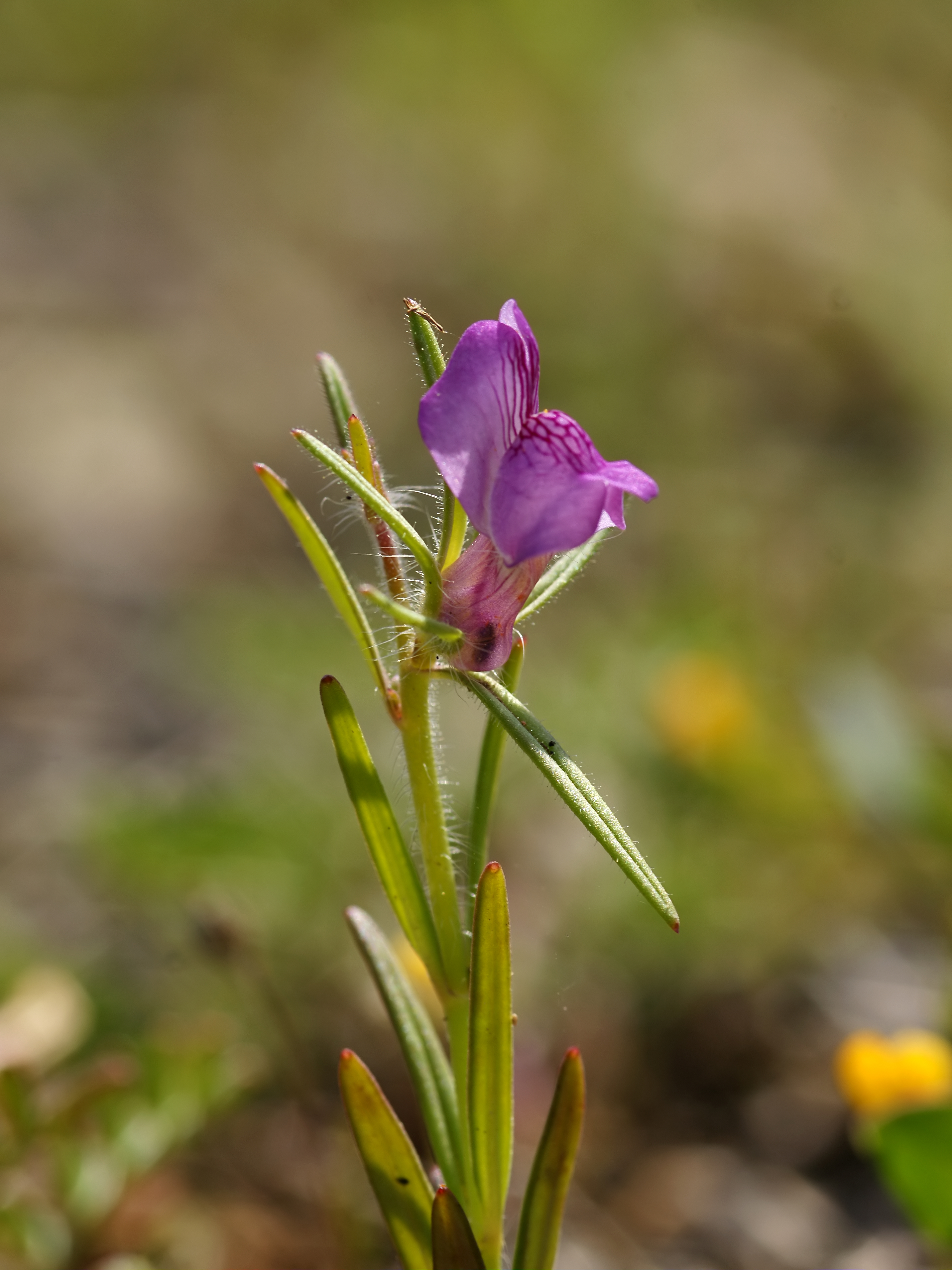
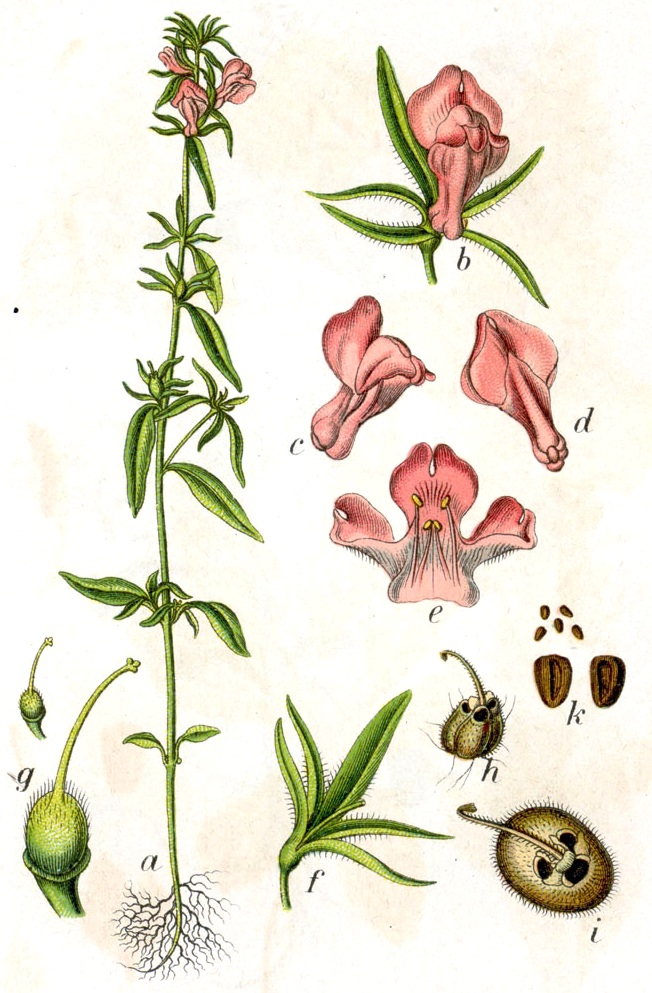